# VideoGamer.com
VideoGamer.com (ранее известный как Pro-G) — сайт с новостями, видео и обзорами компьютерных игр.

## История
Сайт, создателями которого стали университетские друзья Адам Маккенн и Том Орри, был запущен в ноябре 2004 года. В 2007 году, когда сайт стал достаточно популярным, они вместе с Джеймсом Орри зарегистрировали компанию Pro-G Media Ltd. и сменили домен на VideoGamer.com. Том Ори стал редакционным директором, его брат Джейм — игровым редактором, а Джеймс — управляющим директором.
В марте 2015 года Pro-G Media Ltd. была приобретена шведской компанией IBIBI HB. При этом ей была создана сеть сайтов Candy Banana, в которую, помимо VideoGamer, вошли другие активы компании.